# Stara Pazova
Stara Pazova (serbisch-kyrillisch Стара Пазова; slowakisch: Stará Pazova; deutsch: Alt-Pasua, Alt-Pazua oder Pazua; ungarisch Ópazova) ist eine Stadt in Serbien. Sie hat etwa 18.500 Einwohner und ist Verwaltungssitz der Opština Stara Pazova.
Während der osmanischen Vorherrschaft siedelten in Pazova hauptsächlich Serben. Im 18. Jahrhundert siedelten sich hier auch Slowaken und Deutsche an. Die deutsche Gemeinschaft lebte hauptsächlich in dem Ortsteil Nova Pazova. Bis zum 20. Jahrhundert waren die Slowaken die größte ethnische Gruppe in Pazova.

## Bevölkerungsentwicklung
- 1869: 4.132
- 1880: 4.629
- 1890: 5.838
- 1900: 6.674
- 1910: 7.339
- 1921: 7.751
- 1931: 8.536
- 1948: 9.193
- 1953: 10.103
- 1961: 12.089
- 1971: 13.776
- 1981: 16.217
- 1991: 17.110
- 2002: 18.645
- 2011: 18.429

## Religion
In der Stadt stehen mehrere Kirchengebäude verschiedener christlicher Konfessionen. 

### Serbisch-orthodoxe Kirche
Der erste schriftliche Beleg einer serbisch-orthodoxen Kirche im Ort stammt aus dem Jahre 1760. Wann genau das erwähnte Gotteshaus erbaut wurde und ob noch ältere orthodoxe Kirchen im Ort existierten, ist bisher unbekannt geblieben. Die heutige serbisch-orthodoxe Kirche Hl. Prophet Elias wurde von 1827 bis 1828 erbaut. 
Neben dem Eingang zur Kirchhof der Kirche Hl. Elias, wurde bei einem bis zum Zweiten Weltkrieg dort stehenden Brunnen, etwa zum Ende des 18. Jahrhunderts oder Anfang des 19. Jahrhunderts eine kleine Holzkapelle erbaut. Um 1850 wurde die heutige Kapelle Hl. Elias durch die Bemühungen des Hirten Ilija Križan erbaut. 
Von 2004 bis 2007 wurde im nordwestlichen Stadtteil Mala Bosna die Mariä-Schutz-und-Fürbitte-Kirche erbaut. Sie ist das jüngste Gotteshaus der Stadt. Heute stellen den Großteil der Stadtbevölkerung Serben und somit ist die größte Glaubensgemeinschaft in der Stadt die orthodoxe Kirche. 

### Slowakisch-evangelische Kirche
Die erste slowakisch-evangelische Kirche wurde mit der Ankunft der Slowaken in den Ort 1770 errichtet. Die heutige Slowakisch-evangelische Kirche wurde in den 1780er Jahren erbaut. Damals gehörten die evangelischen Slowaken noch zur Kirche von Ungarn. 
1921 wurde die Slowakische Evangelische Kirche A. B. in Serbien gegründet. Die Gründungssynode wurde in der Kirche von Stara Pazova abgehalten. 

### Römisch-katholische Kirche
Unweit der slowakisch-evangelischen Kirche steht die von 1908 bis 1910 erbaute kleine römisch-katholische Dreifaltigkeitskirche.
Das Gotteshaus wurde für die kleine katholische Gemeinschaft von kroatischen und einigen wenigen slowakischen Familien erbaut. Die Kirche ist eine Filialkirche der Pfarrkirche St. Georg, im zur Opština Stara Pazova gehörenden Dorf, Golubinci. 

### Galerie

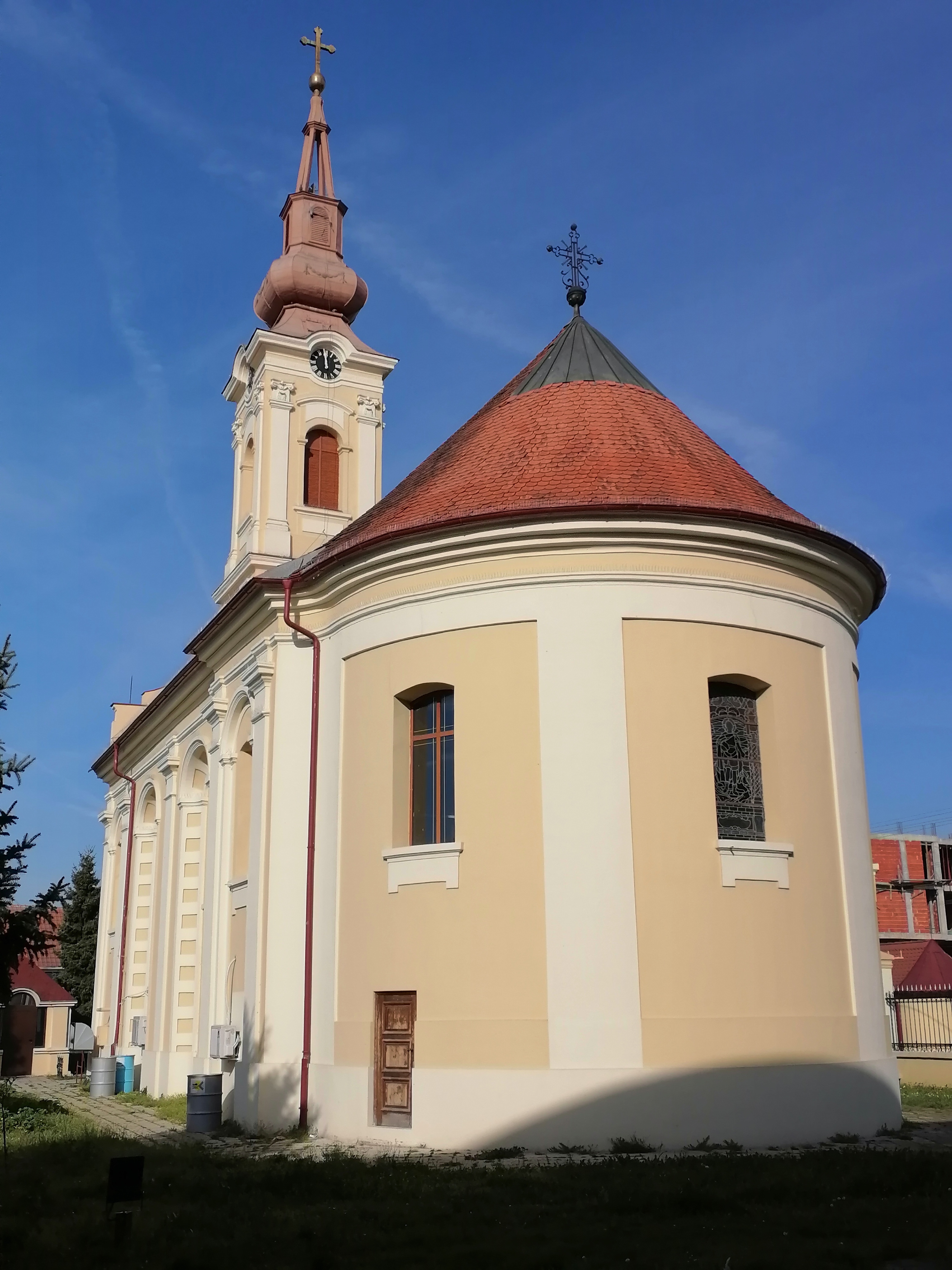
Die Kirche Hl. Prophet Elias (serbisch-orthodox)
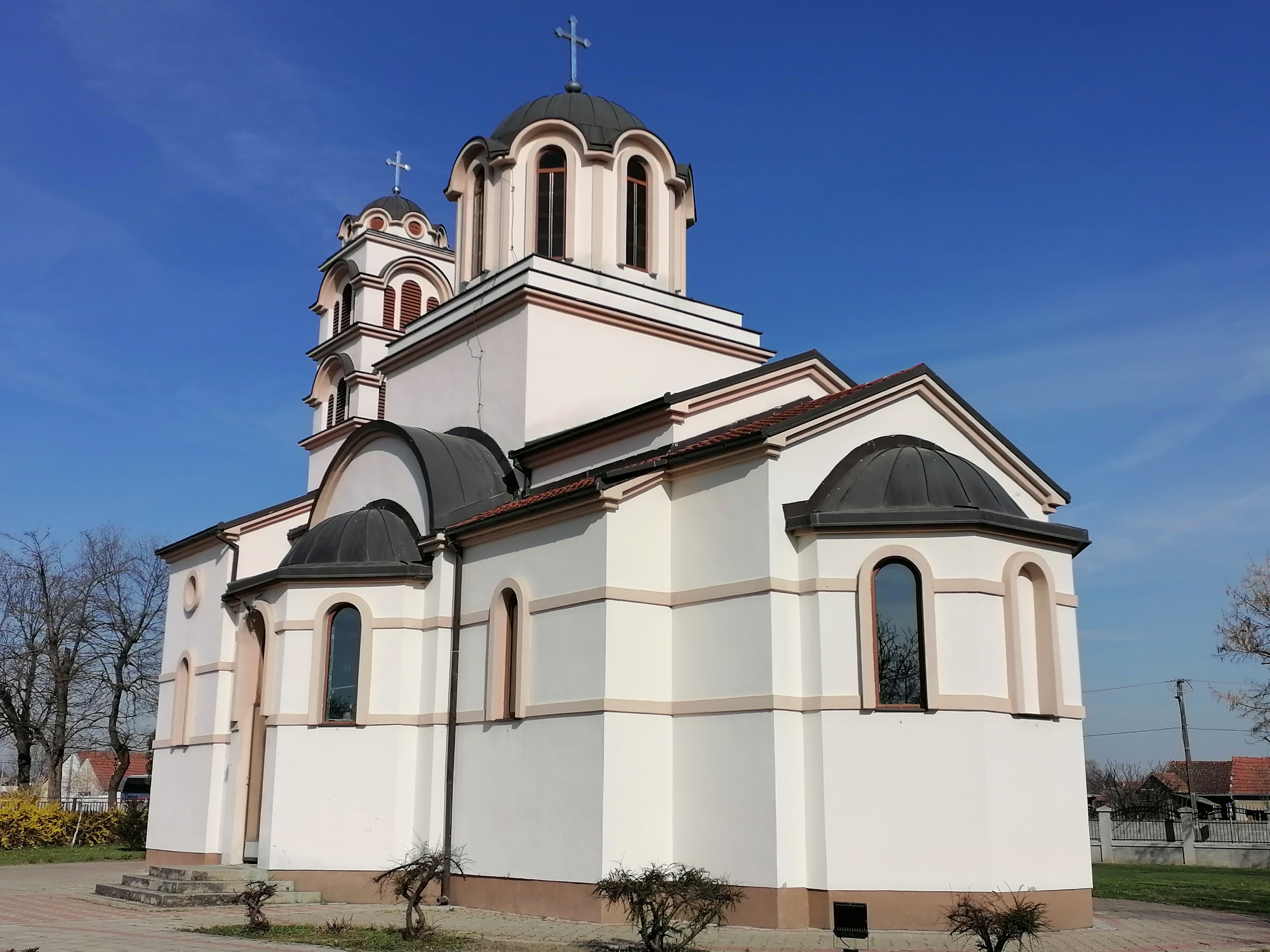
Mariä-Schutz-und-Fürbitte-Kirche (serbisch-orthodox)
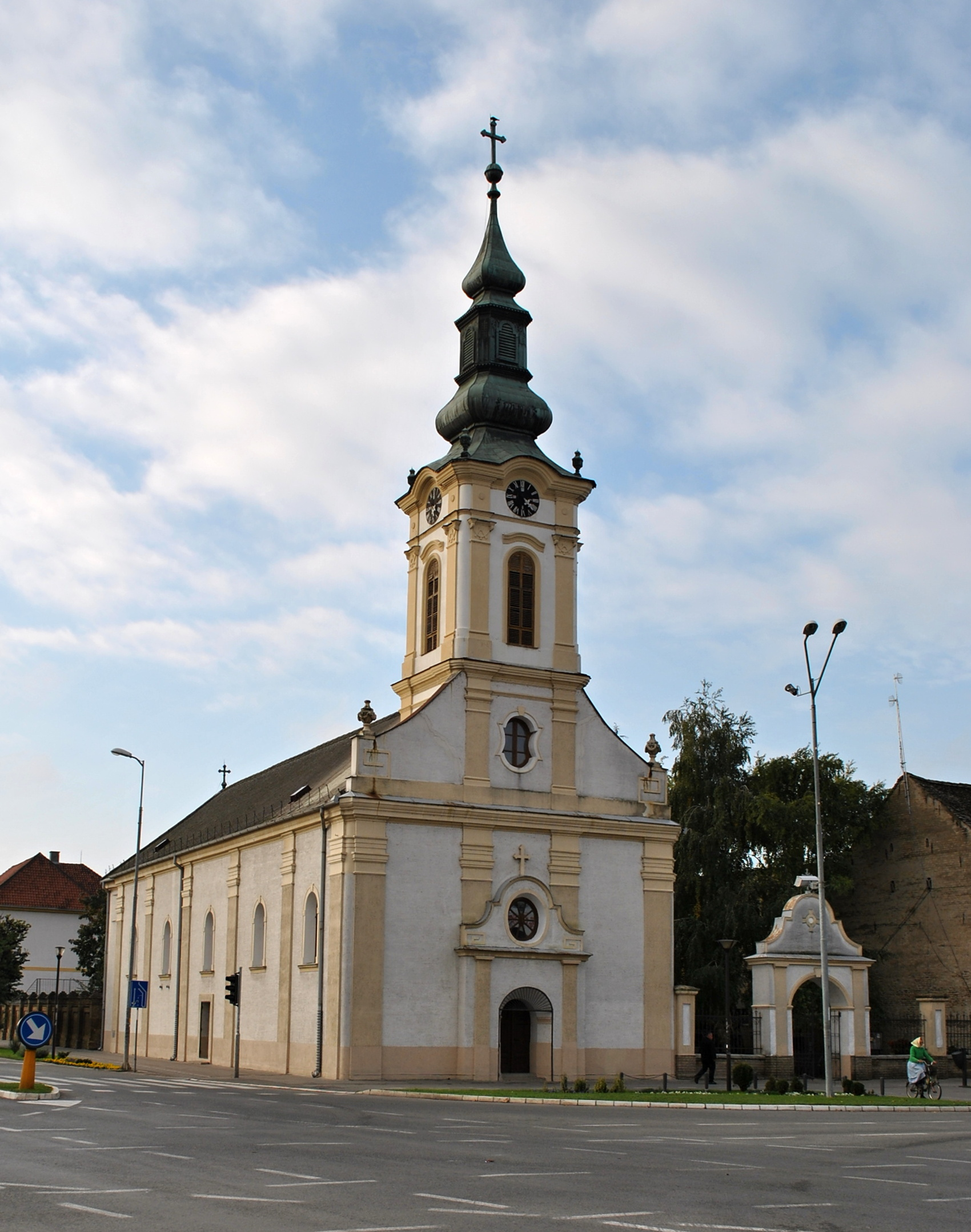
Die Slowakisch-evangelische Kirche
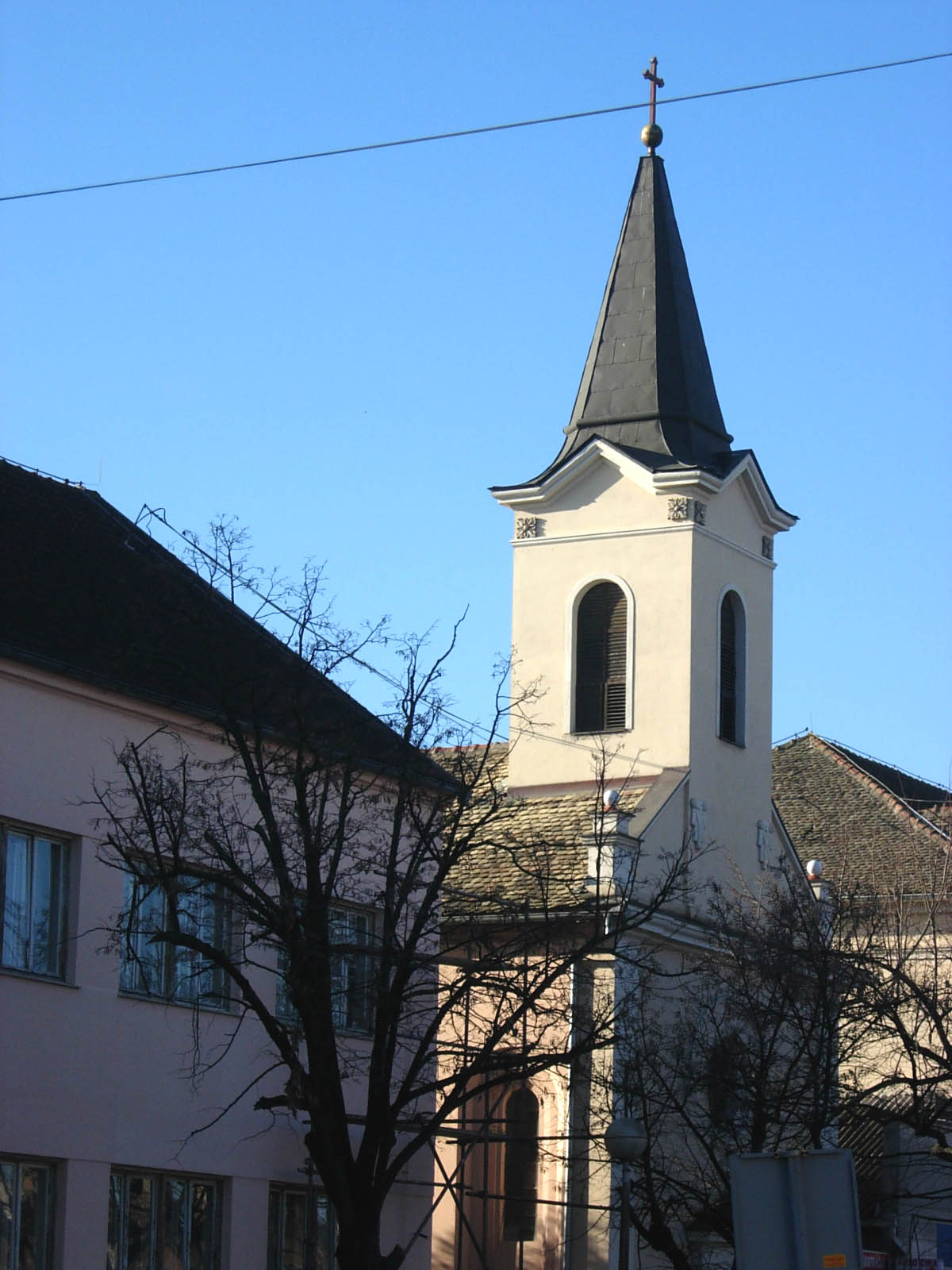
Dreifaltigkeitskirche (römisch-katholisch)

## Sport

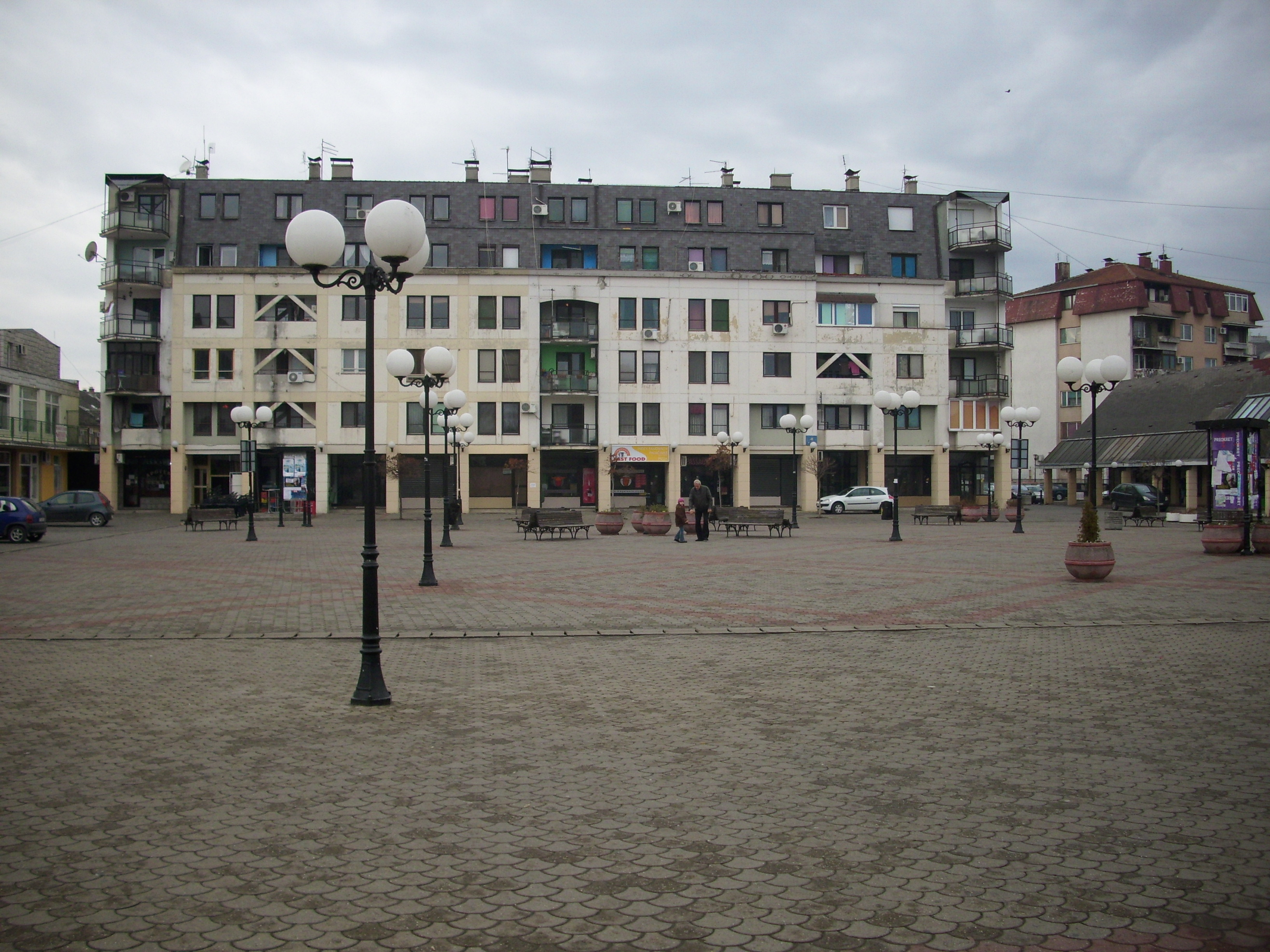
Marktplatz

Das Sportski centar FSS (serbisch-kyrillisch Спортски центар ФСС; serbisch für „Sportzentrum FSS“), kurz SC FSS (СЦ ФСС), auch als Kuća fudbala („Haus des Fußballs“) bekannt, ist das Sportzentrum des Fudbalski savez Srbije (FSS), dem Serbischen Fußball-Bund, ist in Stara Pazova ansässig.

## Persönlichkeiten
- Đuro Gašparović (* 1951), römisch-katholischer Geistlicher, Bischof von Syrmien
- Miloš Jojić (* 1992), Fußballspieler